# Friedrich Gustav von Bülow
Friedrich Gustav von Bülow (* 29. September 1817 in Bothkamp; † 30. Oktober 1893 in Kiel) war mecklenburgischer Kammerherr und Gutsbesitzer von Bothkamp und Bossee in Schleswig-Holstein. Er ist der Errichter der Sternwarte Bothkamp.

## Leben
Er kam als ältester Sohn des Gutsbesitzers Detlev Heinrich von Bülow (1782–1855) aus dem alten mecklenburgischen Adelsgeschlecht Bülow und dessen Frau Friederike, geborene von Varendorff (1785–1861), auf dem elterlichen Gut Bothkamp zur Welt und besuchte schon früh die Christian-Albrechts-Universität zu Kiel.
Dort kam er mit den Ideen der Schleswig-Holsteinischen Bewegung in Berührung, die 1848 in der Märzrevolution und von 1848 bis 1851 in der Schleswig-Holsteinischen Erhebung mündeten. 
Nachdem Bülow 1847 Propst des adeligen Klosters von Schleswig geworden war, trat er 1848 zusammen mit seinem Bruder in die Schleswig-Holsteinische Armee ein und kämpfte gegen die dänische Vorherrschaft. 1850 schieden jedoch Preußen und der Deutsche Bund aus dem Krieg aus, so dass die Schleswig-Holsteiner auf sich allein gestellt waren. Nach der verlorenen Schlacht bei Idstedt verließ Bülow aus Angst von Repressalien das Land, emigrierte zunächst nach Hamburg und später nach Mecklenburg-Schwerin, von wo aus seine Vorfahren einst nach Schleswig-Holstein ausgewandert waren.
1851 wurde er Kammerherr am Hofe von Großherzog Friedrich Franz II. von Mecklenburg. Doch schon 1853 konnte er mit seiner Familie nach dem Tode seines Vaters nach Bothkamp zurückkehren, um dort sein Erbe als Gutsherr anzutreten. 
1863 war er Deputierter der größeren Gutsbesitzer, im Wahldistrikt 8 der Holsteinischen Ständeversammlung. Er lehnte zunächst die Eingliederung des Herzogtum Holsteins nach dem Deutsch-Dänischen Krieg 1864 an Österreich und dann nach dem Deutschen Krieg 1866 auch als preußische Provinz Schleswig-Holstein strikt ablehnte und stets für das Haus Augustenburg als rechtmäßige Landesherren eintrat.

## Errichtung der Sternwarte Bothkamp
Sein Interesse an Astronomie schien weniger der Liebe zu den Naturwissenschaften als vielmehr einer tiefen Religiosität entsprungen zu sein. Es wird vermutet, dass er in den tiefen des Universums eher die Bestätigung der Schöpfungsgeschichte und seines protestantischen Glaubens suchte.
Durch seine Bekanntschaft mit dem Physiker und Astronomen Professor Karl Friedrich Zöllner aus Leipzig angeregt, kaufte er 1867 zunächst auf der Weltausstellung in Paris ein von Christian Feil gegossenen und prämiertes Rohglas, aus welchem die Firma Hugo Schröders aus Hamburg für 150.000 Mark den damals größten Refraktor im Deutschen Staatenbund schliff.
Insgesamt dauerte der Bau der Sternwarte drei Jahre und verschlang 856.000 Mark. Auf Zöllners Vorschlag konnte Bülow 1870 zunächst dessen zweiten Assistenten Hermann Carl Vogel und später auch dessen Freund Wilhelm Oswald Lohse für die Betreuung der Sternwarte gewinnen. Doch schon 1874 verließen beide Bothkamp, so dass bis 1881 keine wissenschaftliche Forschung stattfand. 1881 bis 1883 wirkte dann Leo Anton Carl de Ball an der Sternwarte. Ihm folgten Johannes Lamp (1883–1886), Otto Tetens (1888–1891) und 1892 der wissenschaftliche Assistent der Kieler Sternwarte, Johannes Möller. Bülow selbst war in all dieser Zeit oft in seiner Sternwarte und führte mit dem jeweiligen Leiter nächtelange Gespräche.
Am 30. Oktober 1893 starb er 73-jährig in seinem Haus in Kiel.

## Familie
Bülow hatte am 16. Mai 1848 in Kiel Thekla Wilhelmine Gräfin von Holstein-Holsteinborg (1819–1903) geheiratet, mit der er fünf Söhne und zwei Töchter bekam. Sein ältester Sohn Cai Friedrich Gustav (1851–1910) wurde später Landrat von Eckernförde und sein zweiter Sohn Detlev Wilhelm Theodor (1854–1926) wurde Landrat in Wandsbek und 1907 Oberpräsident der Provinz Schleswig-Holstein. Für den jüngsten Sohn Gustav (1857–1946), Generallandschaftsrat, erwarb Bülow 1891 das Gut Wittmoldt.